# Mitla (namn)
Mitla är ett kvinnonamn. Namnet är vanligast i spanskspråkiga länder och förekommer mest i Latinamerika.
I Sverige fanns det den 31 december 2012 ingen person med förnamnet Mitla. 